# 23218 Puttachi
23218 Puttachi là một tiểu hành tinh vành đai chính với chu kỳ quỹ đạo là 1834.2091002 ngày (5.02 năm).
Nó được phát hiện ngày 1 tháng 11 năm 2000.